# Jagielnik (Święty Wojciech)
Jagielnik – osada wsi Święty Wojciech w Polsce, położona w województwie lubuskim, w powiecie międzyrzeckim, w gminie Międzyrzecz.
W latach 1975–1998 osada administracyjnie należała do województwa gorzowskiego.
W obrębie znajduje się cmentarz komunalny obsługujący miasto Międzyrzecz.